# Marisa Wendt
Marisa Wendt (* 6. Oktober 1984 in Osnabrück) ist eine deutsche Autorin und Regisseurin.

## Leben und Wirken
Marisa Wendt studierte Germanistik und Theaterwissenschaft an der Universität Leipzig und nahm parallel dazu sprechkünstlerischen Unterricht. Nach ihrem Abschluss 2010 war sie zunächst freiberuflich als Schauspielerin an verschiedenen Theatern engagiert, später folgten erste Regiearbeiten, ab 2013 ein Engagement als Regieassistentin und Regisseurin am Schleswig-Holsteinischen Landestheater. In dieser Zeit entstand u. a. ihr erstes Jugendstück Heldentat und Monstertod, welches ebenfalls am Schleswig-Holsteinischen Landestheater im November 2016 unter ihrer Regie zur Uraufführung kam. Von 2014 bis 2016 hatte sie außerdem die Leitung des Theaterjugendclubs Schleswig inne.
Seit 2016 arbeitet Marisa Wendt als freiberufliche Autorin und Regisseurin und verfasste in dieser Zeit verschiedene Theaterstücke im Bereich Jugendtheater und für den Abendspielplan. Zuletzt erschien das Stück Emily weint doch nie, welches 2023 den Retzhofer Dramapreis im Bereich Kinder- und Jugendtheater gewann. Im Jahre 2018 erhielt sie den Förderpreis des Jugendtheaterpreises Baden-Württemberg und den 1. Preis des Coburger Autorenforums.
Von 2020 bis 2022 war Marisa Wendt Schauspieldramaturgin am Stadttheater Gießen.

## Theaterstücke
- Heldentat und Monstertod, UA 2015 Schleswig-Holsteinisches Landestheater
- Die Nacht in der Alles, UA 2017 Schleswig-Holsteinisches Landestheater, ISBN 978-3-7467-4796-5
- Goldzombies, UA 2019 Landestheater Coburg, ISBN 978-3-7467-3077-6
- Rico, UA 2019 beim Theaterfestival Hin/Weg als Lesung
- Orlando* nach Motiven von Virginia Woolf, erschienen 2020, ISBN 978-3-7531-1825-3
- Emily weint doch nie, erschienen 2023
- Das Universum vs. Alex Woods - Die Zeit läuft nach The Universe Versus Alex Woods von Gavin Extence, UA 2024 Eduard-von-Winterstein-Theater

Marisa Wendts Werke sind im Drei Masken Verlag erschienen.

## Regiearbeiten (Auswahl)
- 2015: Heldentat und Monstertod, Schleswig-Holsteinisches Landestheater
- 2016: Da wär’s auf einmal still! Über Romantik und Lyrik, Schleswig-Holsteinisches Landestheater
- 2021: Himlet – Shakespeare als Objekttheater mit Lebensmitteln, Gemeinschaftsproduktion mit der freien Gruppe SALON UTE
- 2022: Roreo und Juguretta – Shakespeare als Objekttheater mit Lebensmitteln, Gemeinschaftsproduktion mit der freien Gruppe SALON UTE, UA im Apollo Theater Siegen

## Auszeichnungen
- 2018: Förderpreis des Jugendtheaterpreises Baden-Württemberg[4]
- 2018: 1. Preis des Coburger Autorenforums[5]
- 2020: Ernennung zur 1. Stadtschreiberin Rendsburgs[8]
- 2023: Preisträgerin des Retzhofer Dramapreises in der Kategorie „für junges Publikum“[9]